# Das Klingsor-Paradox
Das Klingsor-Paradox (spanischer Originaltitel En busca de Klingsor) ist der bekannteste Roman des mexikanischen Autors Jorge Volpi. Er ist im Jahr 1999 beim spanischen Verlag Seix Barral erschienen. Die deutsche Ausgabe wurde von Susanne Lange übersetzt.

## Aufbau
Der Roman ist unterteilt in drei „Bücher“, die jeweils in verschiedene Kapitel unterteilt sind und die einzelnen Zeitabschnitte der Geschichte erzählen. Jedes Buch beginnt mit drei Kapiteln, die als mathematische Sätze bezeichnet werden, vergleichbar mit den Newtonschen Gesetzen. Einige weitere Kapitel werden als Hypothesen oder Studien bezeichnet, wie es in wissenschaftlichen Texten üblich ist. Die Charaktere im Buch sind zum Teil rein fiktiv, zum Teil historische Persönlichkeiten, meist Physiker und Mathematiker, zu denen im Text auch teilweise sehr ausführliche biografische Auszüge vorkommen. Der im Buch gesuchte Klingsor ist nach dem Zauberer aus Richard Wagners Parsifal benannt. Auf die Geschichte des Parsifal wird im Verlauf der Handlung mehrfach Bezug genommen.

## Handlung
Der Erzähler und einer der Hauptcharaktere des Buches ist der fiktive Mathematiker Gustav Links. Dieser erzählt die Geschichte, die sich hauptsächlich über den Zeitraum der 1930er Jahre bis Ende der 1940er Jahre erstreckt, aus dem Jahr 1990 heraus. Er wurde 1905 in München geboren und war später Professor für Mathematik an der Universität Leipzig. Nach seiner Studienzeit war er einer von Werner Heisenbergs Mitarbeitern.

### Buch 1
Buch 1 beginnt die Geschichte in den 1930er Jahren mit dem Hauptcharakter Francis Percy Bacon, meist Frank genannt, am Institute for Advanced Study in Princeton (New Jersey), an dem zur selben Zeit auch Albert Einstein und als Gast Kurt Gödel arbeiten, mit denen Bacon auch in Kontakt gerät. Bacon wird der wegen seiner Namensgleichheit mit Francis Bacon seit seiner Kindheit von seinen Bekannten aufgezogen. Er ist zu Beginn der Geschichte ein schüchterner, ehrgeiziger und hochbegabter Physiker im Alter von Mitte 20 und Assistent von John von Neumann. Seine Freizeit verbringt Bacon oft intim mit der schwarzen Arbeiterin Vivien. Diese Verbindung hält er jedoch geheim, da eine solche Beziehung in seinem Umfeld als skandalös galt. Später arrangiert seine Mutter ein Treffen mit der weißen Unternehmerstochter Elizabeth, die später ständig eifersüchtig auf ihn ist und die Bacon heiraten soll. Seine Beziehung zu Vivien bricht er jedoch nicht ab. Eines Tages, als Frank und Elizabeth bereits verlobt sind, wird ihr klar, dass sie zu grob mit ihrem Verlobten umgeht und beschließt ihn zum ersten Mal in seiner eigenen Wohnung zu besuchen. Dort trifft sie auf Vivien. Wütend stürmt sie in eine Vorlesung von Gödel am Institut, bei der Bacon einer der Zuhörer ist und schreit ihn vor dem gesamten Publikum an. Dieser Vorfall ist der Auslöser, aber nicht alleinige Ursache für Bacons Ausschluss vom Institut. Er wird jedoch aufgrund seines guten Rufes nicht einfach entlassen, stattdessen wird ihm eine Stelle für eine Spezialmission bei der United States Navy nahegelegt, da er jung und intelligent ist und fließend deutsch spricht. Inzwischen ist es kurz vor Kriegsende.

### Buch 2
Bei der Navy wird Bacon Oberleutnant und bekommt den geheimen Auftrag, unmittelbar nach dem Krieg die wissenschaftliche Struktur des dritten Reiches zu untersuchen. Dazu analysiert er unter anderem die Akten der Alsos-Mission. Dabei stößt er auf den Namen „Klingsor“, der nur in einer Aktenkopie auftaucht, da der Eintrag im Original entfernt wurde. Wolfram Sievers, der diesen Namen während der Nürnberger Prozesse zu Protokoll gegeben hatte, leugnet, ihn jemals gesagt zu haben. Er bittet von Neumann um Rat. Dieser nutzt seinen Einfluss in den USA und findet heraus, dass Gustav Links mit Klingsor in Verbindung gebracht wird. Bacon trifft Links in Göttingen und Links erzählt ihm nach längerem Zögern alles, was er über Klingsor weiß. Es handelt sich jedoch nur um teils widersprüchliche Gerüchte. Diese Gerüchte haben alle gemeinsam, dass Klingsor den größtmöglichen Einfluss auf die Wissenschaft im Deutschen Reich hatte und wahrscheinlich nur Adolf Hitler persönlich Rechenschaft schuldete. Links ist davon überzeugt, falls eines der Gerüchte wahr ist, dass Klingsor eine konkrete Person, keine Gruppe oder Organisation, sein muss. Gemeinsam tragen sie viele Informationen über die Physiker der damaligen Zeit zusammen und befragen einige von ihnen sogar persönlich: Max Planck, Johannes Stark, Arnold Sommerfeld, Max von Laue, Werner Heisenberg und Erwin Schrödinger. Bacon und Links kommen überein, dass von diesen Physikern Heisenberg am ehesten in die Rolle des Klingsors passt. In dieser Zeit lernt Bacon die deutsche Witwe Irene kennen, mit der er ein Verhältnis eingeht. Er offenbart ihr seine geheimen Ermittlungsergebnisse. Während dieser Ermittlungen findet Bacon eines Tages in seiner Wohnung einen Brief vor, angeblich unterschrieben von Johannes Stark, der von ihren Ermittlungen weiß und den Brief mit einem leicht abgewandelten Paradox des Epimenides beendet: Alle Physiker sind Lügner. Irene rät Bacon unterdessen, nicht zu viel mit Links zusammenzuarbeiten, da die Zusammenarbeit mit ihm bisher keine Erfolge hat. Links ist sich der Abneigung Irenes bewusst und vermutet seinerseits, dass sie die Rolle der alleinstehenden Mutter nur vorspielt und in Wirklichkeit eine Spionin ist. Eines Tages beginnt er, sie täglich heimlich zu verfolgen und stellt dabei fest, dass sie jeden dritten Tag in einer Kirche einen Mann trifft, dem sie immer einen Brief zusteckt. Als letzten Physiker befragt Bacon, diesmal ohne Links aber mit Irene, Niels Bohr in Kopenhagen zu seiner Version der Geschichte der Quantenmechanik und seinem persönlichen Verhältnis zu den anderen Physikern jener Zeit. Nachdem die beiden aus Kopenhagen zurück sind, distanziert sich Bacon  immer weiter von Links. Daraufhin ergreift Links die Offensive und berichtet ihm von den geheimen Briefübergaben zwischen Irene und dem Unbekannten. Als Bacon sie darauf anspricht, behauptet sie, für die Russen zu arbeiten, die ebenso an Klingsors Identität interessiert sind wie die USA. Daraufhin verlässt Bacon sie.

### Buch 3
Dieser Teil der Geschichte spielt im Jahr 1989 in der DDR, in der Zeit während des Falls der Berliner Mauer, enthält aber hauptsächlich Rückblicke auf die Vergangenheit, die die Geschichte zu einem Ganzen zusammenfügen. Links befindet sich seit Ende der 1940er Jahre, nachdem Bacon Irene verlassen hat, in einer geschlossenen Psychiatrie und wird von verschiedenen Psychiatern verhört. Links zeigt Zeichen einer Paranoia und ist der Ansicht, dass ausschließlich Klingsor am Ruin seines Lebens schuld sei. Seinem neuesten Psychiater namens Ulrich erzählt er von seiner Beteiligung am Attentat vom 20. Juli 1944 auf Hitler. Infolge des Attentats wurden Links bester Freund Heinrich und dessen Frau Natalia, die ein geheimes Verhältnis mit Links hatte, hingerichtet. Links Frau Marianne nahm sich das Leben. Links wurde als beteiligter Verschwörer ebenfalls verhaftet, hatte jedoch das Glück, dass kurz vor seinem geplanten Prozess der Krieg sein Ende fand. Er vermutet, dass ihn Heisenberg kurz nach dem Attentat verraten hat, da Links vergeblich versucht hatte, diesen für die Verschwörung zu gewinnen. Weiterhin erzählt er Ulrich die Geschichte von Bacon und Irene: Bacon ist nach der Trennung wieder zu Irene zurückgekehrt, sie offenbart ihm, dass sie in Wahrheit Inge heißt, eine russische Spionin ist und will ihn in die USA begleiten. Vorher müsse sie ihren russischen Auftraggebern aber Klingsor liefern – oder jemanden, der Klingsor sein könnte, da sie sonst vor ihrer Abreise in die USA von ihren Auftraggebern umgebracht würde. Sie möchte unbedingt, dass Links dafür herhalten muss. Bacon lässt sich darauf ein und liefert Links den Russen aus, die ihn dann foltern und in die Psychiatrie stecken.
Die wahre Identität Klingsors wird niemals aufgelöst, Links ist jedoch bis zum Ende überzeugt, dass es Heisenberg war.

## Auszeichnungen
Der Roman wurde mit dem spanischen Literaturpreis Premio Biblioteca Breve ausgezeichnet.

## Rezension
Der Roman wurde von der Presse positiv aufgenommen, es finden sich jedoch auch Kritiken.

„Ein Roman des jungen Mexikaners Jorge Volpi erzählt vom Atombombenprojekt der Nazis, von Liebe und Spionage - und vermischt virtuos Fakten und Fiktion.“

„Warum die lateinamerikanische Intelligentzia Jorge Volpis raffiniert ausgeknobelten, aber sprachlich biederen und flachen Denksport-Roman sofort als Meisterwerk bezeichnet hat, bleibt rätselhaft.“

„Der junge Romancier Jorge Volpi hat einen famosen Krimi über Quantenphysik, die NS-Zeit, Liebe und Leidenschaft geschrieben.“

„‚Das Klingsor-Paradox‘ steckt voll von Themen, die sich leicht in die Quere kommen können.“

## Ausgaben
- En busca de Klingsor. Seix Barral, 1999; Rayo, 2008, ISBN 978-0-06-162672-2

## Übersetzungen
- Englisch: In Search of Klingsor. 1999; Fourth Estate, 2004, ISBN 978-1-84115-389-6
- Deutsch: Das Klingsor-Paradox. Klett-Cotta, 2001, ISBN 978-3-608-93066-5
- Französisch: À la recherche de Klingsor. Éditions Plon, 2001, ISBN 978-2-7578-1115-3
- Polnisch: Na tropie Klingsora. WWL Muza SA, 2002, ISBN 83-7200-099-9

## Hörspiel
2002 entstand beim WDR unter der Regie von Walter Adler das vierteilige Hörspiel Das Klingsor-Paradox.